# Saint-Martial-sur-Isop
 Saint-Martial-sur-Isop  (en occitano Sent Marçau) es una población y comuna francesa, situada en la región de Lemosín, departamento de Alto Vienne, en el distrito de Bellac y cantón de Mézières-sur-Issoire.

## Demografía
| 349 | 266 | 217 | 185 | 156 | 126 | 138 |
| Para los censos de 1962 a 1999 la población legal corresponde a la población sin duplicidades (Fuente: INSEE [Consultar]) |     |     |     |     |     |     |